# Horváth József Elek
Horváth József Elek (Szombathely, 1784. február 13. – Kaposvár, 1835. január 20.) költő, drámaíró, pedagógus; a Magyar Tudományos Akadémia levelező tagja (1833).

## Pályája
Iskoláit Szombathelyen végezte. Ugyanott hallgatott hittudományt, de kilépett a püspöki szemináriumból és Győrött jogot tanult. A kőszegi kerületi táblánál tett vizsga után ügyész lett. 1827-ben tanítói pályára lépett és 1829-ben a kaposvári gimnázium igazgatója lett. A nyelv ügyében végzett tevékenységéért  a Magyar Tudományos Akadémia 1833. november 15-én felvette levelező tagjai sorába.
Költeményei az Erdélyi Múzeumban (1815–1816.) és a Szépliteraturai Ajándékban (1826.) Cikkei a Tudományos Gyűjteményben (1819. XII. A nemzeti csinosodásról, 1825. III. Kazinczy által a m. verselésbe behozott elisiók eránt. 1826. I. Egyházi rendek intézete, 1829. I., II. Az iskolai nevelésről Magyarországon); a Sasban (III. 1831. Levelek a magyar insurgens barátjához, V. Gróf Sigrai József életírása, XI. 1832. Utazása Vasból Somogyba 1827., XII. és XIII. költemények, XIV. A magyarhon Tolnai gróf Festetich György árnyékának, XV. költ.); a Társalkodóban (1833. Egy külföldinek levele az arablovak tenyésztéséről Lengyeltótiban Somogyban, 1834. Figyelmeztetés a gyermeki kora fejlődésről).

## Munkái
- Nagym. és főt. Somogyi Leopold ő nagyságának, midőn a szombathelyi püspökségbe bé iktattatnék, ajánlja a szombathelyi nevendék-papság. (Költ., Szombathely, 1806)
- Nagym. és főt. Somogyi Leopold ő nagyságának neve ünnepére áldozza a szombathelyi növendék papság. (Költ., Szombathely, 1806)
- N. T. Horváth András téti plébános úr jeles verseire, melyeket a felkelő nemzethez, a buzogányos vitéz magyarokhoz intézett. (Költ., Szombathely, 1809)
- A szombathelyi hymen. (Költ., Buda, 1812) Online
- Mélt. Monyorókeréki gróf Erdődi Cajetán cs. k. kamarás ő nagyságának. (Költ., Szombathely, 1816)
- Titus Amália ligetében. (Költ. gr. Sigrai Titus születésére. Szombathely, 1817) Online
- A kötés napjára. (Költ. Hettyei János és Korcsmáros Fanni egybekelésére. Szombathely, 1817)
- Főtiszt. Gyöngyösy Pál úr ő nagyságának, midőn a csornai és horpácsi türjei s jánoshidi egyesült prépostsági székébe beiktattatnék. (Költ. Szombathely, 1820)
- A szombathelyi bölcselkedést hallgató két osztálybeli nemes ifjúságnak, mely a nemzeti csinosodást igaz lélekkel elő mozdítván, annak dicséretes példáit adta e. f. 1823. eszt. tartott próba tétele alkalmatosságával. (Szombathely)
- Tek. Koltai Vidos Istvánnak Vas és Szula vármegyék táblabirájának, Kis-Zsennyei báró Sennyei Polixena kis-asszonynyal Kis-Bérett Vasvármegyében okt. 6. 1823. lött öszvekelésére. (Költ., Szombathely)
- Az 1824 november 9-kén Szombathelyen tartatott ujító szék alkalmával választott Vas vármegye t. tiszti karának tiszteletére. (Költ., Szombathely) Online
- Daphnis. Pásztori versezet... Böle András úr ő nagyságának szombathelyi püspökségébe e f. 1825. júl. 10. lött bé iktatása alkalmával mély tisztelete zálogául áldozza a szombathelyi város és tanács H. J. E. által. (Szombathely. 1825)
- Szombathely évei. (Költ., Szombathely, 1825) Online
- Beszéd a kaposvári kir. gymnasiumbeli nemes tanuló ifjúsághoz, melyet az iskolai törvények nov. 18. 1828. lett felolvastatása alkalmával mondott. (Buda, 1829)
- Mélt. Kapos-Mérei Mérey Sándor úrnak, Somogyvármegye főispányi székének elfoglalása alkalmával. (Pest, 1832)
- T. Sárdi Somsich Miklós úrnak, a haza egyik munkás atyjának dec. 6. 1833. (Költ., Kaposvár).

Kéziratban maradt több eredeti és fordított színműve (Németujvár ostroma, eredeti vitézi dráma öt felvonásban, bemutatták 1831. február 11-én Debrecenben; Batthyáni és fiai, színjáték négy felvonásban; Nevelés formálja az embert, vígjáték öt felvonásban, Stefani után ford.; Parola, vígjáték négy felvonásban, Spies után ford. Kézirataik a budapesti Nemzeti Színháznál.); Szombathely története, töredékesen; Magyar poetika; Ovidius Herodiáinak fordítása; Napkeleti szokások.